# Belstone
Belstone – wieś w Anglii, w hrabstwie Devon, w dystrykcie West Devon.